# بینگ شین
بینگ شین (انگلیسی: Bing Xin; ۵ اکتبر ۱۹۰۰ – ۲۸ فوریهٔ ۱۹۹۹) مترجم، شاعر، و نویسنده اهل چین بود.